# دير كيكوس
دير كيكوس هو دير يقع في جبال ترودوس على مسافة 20 كلم غرب قرية بيدولاس في مقاطعة نيقوسيا، يعود تاريخ بنائه إلى القرن الحادي عشر حيث بناه ألكسيوس الأول كومنينوس (1088-1118)، في هذا الدير بدأ مكاريوس الثالث بالرهبنة ودفن هناك في سنة 1977.